# Wilsonema schuurmansstekhoveni
Wilsonema schuurmansstekhoveni är en rundmaskart. Wilsonema schuurmansstekhoveni ingår i släktet Wilsonema, och familjen Plectidae. Arten är reproducerande i Sverige.